# Naldera

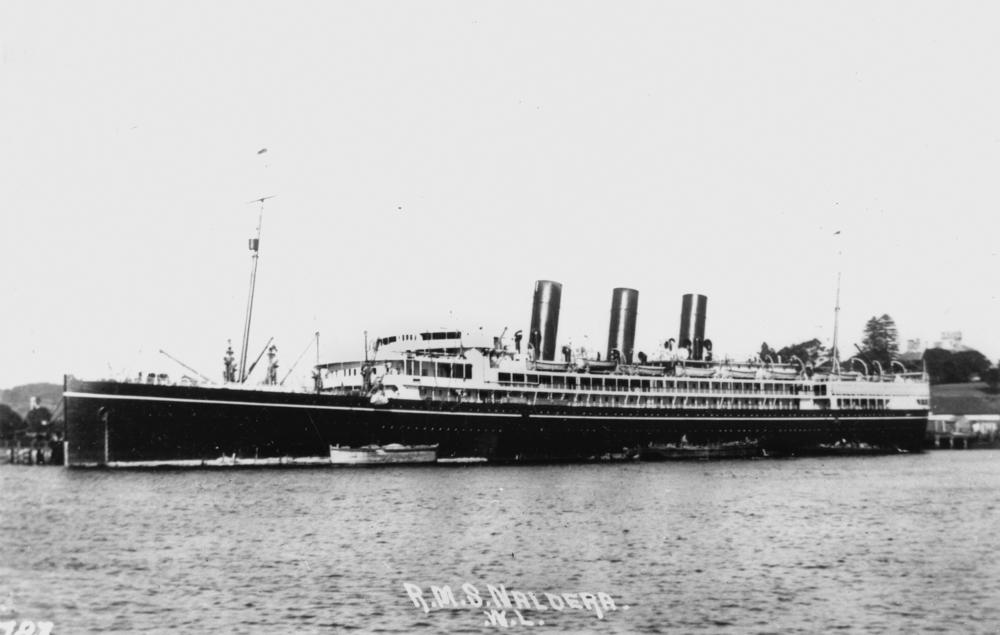
Naldera

O SS Naldera foi encomendado pela P&O Line em 1914, para cobrir a rota com o Extremo Oriente.

## Construção
A construção atrasou-se devido ao início da Primeira Guerra Mundial, dada a urgente procura de outros tipos de navios mas, em 1917, o Almirantado decidiu que o Naldera podia ser lançado à água para ser concluído como cruzador auxiliar. Posteriormente, pensou-se em transformá-lo em navio mercante rápido, decisão que foi alterada várias vezes, passando de transporte de tropas a navio hospital e a porta-aviões. Nunca qualquer dessas transformações se concretizou e, no final de 1918, o navio foi devolvido à companhia armadora, sendo desarmado e desmantelado em 1938.

## Características
O Naldera delocava 23 368 t; com um comprimento fora a fora de 182,8 m, 20,6 m de boca e 8,9 m de calado; era propulsionado por máquinas de quádrupla expansão que accionavam os 2 hélices, podendo atingir uma velocidade máxima de 18,5 nós.